# Svenja Schulze
Svenja Schulze (Düsseldorf, 1968. szeptember 29.) német szociáldemokrata politikus, 2018 és 2025 Németország szövetségi minisztere volt.

## Életpályája
1988-ig egy neussi gimnáziumban tanult, majd a bochumi egyetemen germanisztikát és politikatudományt hallgatott. 1996-ben magiszteri címet szerzett.
1993-tól 1997-ig az észak-rajna-vesztfáliai Jusos elnöke volt.
1997 és 2000 között majd 2004 és 2018 között az Észak-Rajna-Vesztfália tartományi gyűlése (Landtag von Nordrhein-Westfalen) tagja volt.